# Kalas, Alfons Åberg!
Kalas, Alfons Åberg! är en barnbok skriven av Gunilla Bergström. Den ingår i serien av böcker som handlar om Alfons Åberg, och utgavs första gången 1986 på Rabén & Sjögren Bokförlag. En animerad filmatisering sändes första gången i SVT den 1 april 1994.

## Bokomslag
Bokomslaget visar Alfons Åberg mitt i ett steg. I höger hand håller han en glass och ballonger, i vänster hand ännu en glass.

## Handling
Alfons Åberg fyllde år föregående dag och kommande lördag skall han ha barnkalas. Hans faster Fiffi, som inte har några egna barn, stannar för att ordna med kalaset. Alfons säger att han bara skall bjuda Viktor och Milla. Fiffi menar att de leker ju ändå så ofta och att Alfons kan bjuda hela lekskolan, men pappa tycker 8-10 stycken räcker. Faster och pappa enas om att det räcker med de barn som bor på samma gata. Fiffi skriver listor, handlar och bakar. Alfons hjälper till.
Kalaset infaller på lördagen. De flesta har finkläder och ser därför inte ut som vanligt. Alfons får presenter: pennor, byggmodell och små leksaksbilar och en blombukett.
Vid bordet där tårta äts finns namnkort så alla hittar sin plats. Lotta säger till Fiffi att hon inte vill sitta vid Martin, för att han nyps. Fiffi byter då plats på hennes kort.
Sedan börjar lekarna: Grisknorr, fiskdamm, gissa bönor i burken, frågesport och kurragömma. Under fiskdammen protesterar Ubbe när Martin får en grön klubba i sin godispåse, i stället för en röd, men Fiffi förklarar att det är lika mycket i varje påse. Fiskdammen följs av "gissa bönor i burken", som i sin tur följs av frågesport. Frågesporten slutar med att Sara tjurar, då hon velat vara med i det vinnande laget. Under kurragömmaleken låser flickorna in sig på toaletten och vill inte vara med. På grund av att det blivit allt bråkigare tycker Alfons nästan det är skönt när klockan slår sex och kalaset är slut. Fiffi städar undan.
Dagen därpå har Alfons ett eget kalas, med bara han, Viktor och Milla. De sitter under bordet och äter tårtorna som blev över. Alfons tackar Fiffi.

## Andra media
En ljudinspelning, med inläsning och sång av Björn Gustafson, utgavs av Polygram 1991. Utöver titelverket ingår ytterligare berättelser och sånger. Musik av Georg Riedel och Astrid Kocko-Lorentzon. Berättelsen radiosändes 1992 i Barnradion på P3.
Berättelsen var en av de tre som filmatiserades i regi av Per Åhlin som för SVT 1994 som uppföljning av den tidigare TV-serien. De gavs senare ut på video 1995 och på samlings-DVD 2003.

I de tre filmer som kom 1994 framträder Alfons pappa endast i denna.

### Fotnoter
1. ↑  ”Kalas, Alfons Åberg!” (på engelska). Worldcat. 11 mars 1986. https://www.worldcat.org/title/kalas-alfons-aberg/oclc/42076022&referer=brief_results. Läst 15 januari 2015.
2. ↑  ”Kalas, Alfons Åberg!”. rabén&sjögren. Arkiverad från originalet den 2 juni 2019. https://web.archive.org/web/20190602103041/http://www.rabensjogren.se/bocker/108554-kalas-alfons-aberg-. Läst 22 maj 2019.
3. ↑  ”Kalas, Alfons Åberg!”. Svensk mediedatabas. 1 april 1994. http://smdb.kb.se/catalog/id/001716590. Läst 6 oktober 2010.
4. ↑  ”Bibliotekssökning: Kalas, Alfons Åberg!”. http://libris.kb.se/hitlist?p=1&q=91-29-57594-X&t=v&d=libris&s=r&t=v&m=10&f=simp&spell=true. Läst 19 maj 2019.
5. ↑  ”fonogram: Kalas, Alfons Åberg! / Gunilla Bergström”. 1991. https://smdb.kb.se/catalog/id/001522434. Läst 19 maj 2019.
6. ↑  ”film-video: Alfons Åberg”. 1995. https://smdb.kb.se/catalog/id/001403580. Läst 19 maj 2019.
7. ↑  ”film-video:  Kalas, Alfons Åberg!”. 2003. https://smdb.kb.se/catalog/id/001368530. Läst 19 maj 2019.